# Carl Meissner

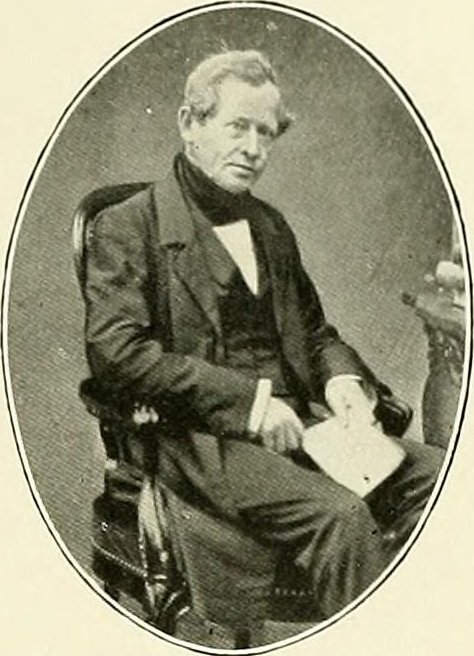
Carl Meissner.

Carl Daniel Friedrich Meissner, ursprungligen Meisner, född 1 november 1800 i Bern, död 2 maj 1874 i Basel, var en schweizisk botaniker.
Meissner studerade i Wien, Paris och Göttingen. Universitetet i Göttingen lämnade han som doktor för medicin. Senare var han i Bern lärare för naturvetenskap, vid universitetet i Basel lärare för medicin och efter 1830 lärare för botanik.
Meissner skrev flera betydande monografier över växtfamiljerna slideväxter (Polygonaceae), lagerväxter (Lauraceae), proteaväxter (Proteaceae), tibastväxter (Thymelaeaceae) och Hernandiaceae. Han utgav även längre avhandlingar om Brasiliens och Australiens fauna.
Inom botaniken används Meisn. som auktorsnamn.